# Ben Mee
Benjamin Thomas „Ben“ Mee (* 21. September 1989 in Sale) ist ein englischer Fußballspieler, der als Verteidiger für den Premier-League-Klub FC Brentford spielt.

## Karriere

### Verein

#### Manchester City
Mee wurde in Sale, Greater Manchester, geboren. Er wurde zuerst für Manchester City als Kapitän des Kaders der City Academy bekannt, der den FA Youth Cup 2008 gewann. Er unterzeichnete einen Zweijahresvertrag, der ihn bis 2011 bei City halten würde.
Mee erhielt seinen ersten echten Erfahrungstest in der ersten Mannschaft, als er im Sommer 2010 auf Citys US-Tournee mitgenommen wurde auf, als Reservespiele. Mee spielte zweimal, gegen die Portland Timbers und die New York Red Bulls.
Nachdem er das Trikot mit der Nummer 41 erhielt, folgte Mee seinen Tourauftritten mit einem Startaufstellungsauftritt im Ligapokal gegen West Brom am 22. September 2010 bei einer 2:1-Auswärtsniederlage. Neben Mee, der sein Debüt gab, erhielten Javan Vidal und John Guidetti ihre ersten Pflichtspiele für den Verein in einem Spiel, in dem drei der vier Spieler in der Defensive junge Spieler des Elite Development Squad waren und ganze sechs in der Startelf waren 21 Jahre oder jünger und hatte das Akademiesystem des Klubs durchlaufen.

#### Leicester City
Am Neujahrstag 2011 wechselte Mee für den Rest der Saison 2010/11 zum Leicester City des ehemaligen Manchester City-Managers Sven-Göran Eriksson. Nachdem er beim Verein unterschrieb, schloss sich Mee dem Mannschaftskameraden seiner alten Mannschaft, Greg Cunningham, bei Leicester City an. Nach zwei Wochen im Verein, debütierte Mee schließlich für die Foxes bei einem 4:2-Sieg über den FC Millwall. Am 12. März 2011 lieferte Mee seinen ersten professionellen Assist für Miguel Vítor, um wenig später sein erstes Tor im Spiel gegen Scunthorpe United zu erzielen, das Leicester mit 3:0 gewann.
Nach dem Ende der Saison 2010/11 kehrte Mee nach sechs Monaten bei Leicester City zu Manchester City zurück. Nach der Entlassung von Sven Göran Eriksson äußerte sich Mee traurig über die Nachricht.

#### FC Burnley
Am 14. Juli 2011 schloss sich Mee dem FC Burnley für eine Saison lang an. Er sagte, dass ihm seine gute Leistung bei Burnley ihm nächstes Jahr eine Chance beim Stammverein Manchester City einbringen könnte.
Am 19. Juli 2011 debütierte Mee für Burnley in einem Freundschaftsspiel vor der Saison, nachdem er für David Edgar in der 67. Minute eingewechselt wurde. Am 6. August 2011 machte er sein Ligadebüt bei einem 2:2-Unentschieden gegen den FC Watford und spielte die vollen 90 Minuten.
Am 10. Januar 2012 bekundete Burnley-Chef Eddie Howe sein Interesse an einer dauerhaften Verpflichtung von Mee, wobei Manchester City nur wenige Tage nach der Verpflichtung des ehemaligen Manchester City-Teamkollegen Kieran Trippier, der ebenfalls an den Verein ausgeliehen war, einen Verkauf genehmigte. Mee unterschrieb am 17. Januar für eine nicht genannte Ablösesumme einen dauerhaften Vertrag über dreieinhalb Jahre. Seine Saison endete, nachdem er eine leichte Rückenfraktur erlitt, die er während eines 5:1-Sieges über den FC Portsmouth erlitt. In Kombination aus seiner Leihe und seiner permanenten Zeit bei Burnley beendete Mee seine Saison mit 31 Auftritten.
In der Saison 2012/13 begann Mee seine Saison, als er zu Beginn sporadisch auftrat, bis er am 28. September 2012 beim 2:2-Unentschieden gegen Millwall sein erstes Tor für den Verein erzielte. Doch kurz darauf erlitt er während des Lancashire-Derbys eine Knieverletzung, die ihn für mehrere Wochen ausfallen ließ. Bald danach wurde er weiterhin mit Verletzungen ins Abseits gedrängt, einschließlich des Verpassens für den Rest der Saison.
In der Saison 2013/14 erlitt Mee eine Knieverletzung in einem Freundschaftsspiel vor der Saison und kehrte zurück, obwohl er die ersten vier Spiele verpasste, weil er auf der Bank saß. Von Ende Dezember bis Januar war Mee innerhalb von Wochen zweimal abwesend gewesen. Trotz der Abwesenheit spielte Mee eine wichtige Rolle als Linksverteidiger, wo er dem Verein zum Aufstieg in die Premier League verhalf und 38 Spiele bestritt.
In der Saison 2014/15 unterzeichnete Mee einen Dreijahresvertrag, der ihn bis 2017 halten würde. Er machte sein erstes Premier-League-Spiel der Saison im Eröffnungsspiel als Linksverteidiger, als Burnley 3:1 gegen den FC Chelsea verlor. Im Rückspiel erzielte er den 1:1-Ausgleich an der Stamford Bridge und somit seinen ersten Treffer in der höchsten englischen Spielklasse.
Am 8. August 2018 unterzeichnete Mee einen neuen Dreijahresvertrag mit Burnley, der ihn bis Juni 2021 zu beim Klub hielt.
Im Juni 2020 erhielt Mee Lob für seine Reaktion auf ein Banner mit der Aufschrift „White Lives Matter“, das während eines Ligaspiels gegen Manchester City über ihn geflogen wurde, die Aktion verurteilte und von seinem Wunsch nach Gleichberechtigung im Fußball und in der Gesellschaft sprach. Am 29. Juli 2020 löste Burnley in Mees Vertrag eine Option ein, seinen Aufenthalt in Turf Moor bis 2022 zu verlängern. Nach Ablauf des Vertrags und Abstieg des Klubs in die zweite Liga wechselte Mee im Juli 2022 zurück in die Premier League zum FC Brentford. Dort unterzeichnete er einen Kontrakt mit einer Laufzeit von zwei Jahren.

### Nationalmannschaft
Er spielte für die englischen Jugendmannschaften von der U19 bis U21.